# Acianthus macroglossus
Acianthus macroglossus är en orkidéart som beskrevs av Rudolf Schlechter. Acianthus macroglossus ingår i släktet Acianthus och familjen orkidéer. Inga underarter finns listade i Catalogue of Life.